# Tookoonooka-Krater
Der Tookoonooka ist ein großer Einschlagkrater im Südwesten von Queensland in Australien, den ein Meteorit vor Jahrmillionen verursachte. Der Krater liegt etwa 900 Meter tief unter den Sedimenten des Eromanga-Beckens aus dem Mesozoikum begraben. Er ist an der Erdoberfläche nicht erkennbar.
Entdeckt wurde der Tookoonooka durch seismologischen Untersuchungen während einer Lagerstättenerkundung nach Erdöl und erstmals im Jahr 1989 publiziert. Entsprechend der Einschlagtheorie veränderte der Einschlag Quarz-Minerale im Kraterrand, die bei Bohrungen entdeckt wurden. Der Durchmesser des Kraters wird auf 55 bis 65 Kilometer geschätzt. Der Krater entstand in der Kraton-Cadna-owie-Formation vor 123–133 Millionen oder vor 115–112 Millionen Jahren. Tookoonooka ist mit zahlreichen kleinen Ölfeldern verbunden.
Seismische Daten verweisen auf eine nahe gelegene vergleichbare Struktur aus der gleichen Zeit, die Talundilly genannt wird. Obwohl es so scheint, dass Tookoonooka und Talundilly zur gleichen Zeit durch einen Meteoriten entstanden, lässt sich dies ohne Untersuchungen mit Bohrungen nicht belegen.